# Craugastor alfredi
Craugastor alfredi är en groddjursart som först beskrevs av George Albert Boulenger 1898.  Craugastor alfredi ingår i släktet Craugastor och familjen Craugastoridae. IUCN kategoriserar arten globalt som sårbar. Inga underarter finns listade i Catalogue of Life.